# 方成郯
方成郯（？—？），字穉官，浙江嚴州府遂安縣人，明末清初儒林人士，以孝友淡泊聞名。

## 生平
禮部尚書東閣大學士方逢年次子，個性孝順仁慈，淡泊名利。方逢年在順治三年（1646年）遭到清軍處決之後，方成郯不畏危險，散盡家產，將逢年的遺體接回遂安厚葬。後來在遂安親自奉養母親，母親毛氏（1582年-1671年）長壽，活到了九十歲，晚年為老眼昏花所苦，他親自調製湯藥，奉養母親。方成郯和父親方逢年繼室所生的弟弟方成邰感情很好，相偕到蘇州遊學，方成邰患了口腔疾病，長了厚厚的舌苔，方成郯用手指頭裹上布帛，細心擦拭，後來導致手指頭潰爛。他的個性溫和平易，當方逢年聲望如日中天的時候，從來不覺得自己有甚麼了不起；等到兒子方象瑛在康熙六年（1667年）考上進士時，他的態度和平常一般，也沒有表現出特別高興的模樣。方成郯在鄉里中號稱為長者，死後康熙帝追贈為翰林院編修。